# Liste der Naturdenkmale in Wadern
Die Liste der Naturdenkmale in Wadern nennt die auf dem Gebiet der Stadt Wadern im Landkreis Merzig-Wadern im Saarland gelegenen Naturdenkmale.

## Naturdenkmale
| Bild            | Bezeichnung                                | Ort                                                 | Beschreibung                                                                                           | Art | Nr. |
| --------------- | ------------------------------------------ | --------------------------------------------------- | --- | --- | --- |
| Fotos hochladen | Dorflinde mit Kreuz                        | Wadern Wadrill 49° 35′ 0,5″ N, 6° 53′ 30,9″ O)      | an der Straßenkreuzung nach Sitzerath                                                                  |     | 6   |
| BW              | Zwillingseiche                             | Wadern Dagstuhl 49° 30′ 47″ N, 6° 54′ 8″ O)         | in der Buttnicher Kaul, nördlich von Vogelsbüsch                                                       |     | 7   |
| Fotos hochladen | Linde                                      | Wadern Münchweiler 49° 30′ 1,9″ N, 6° 49′ 12,4″ O)  | am Wegkreuz der Straße von Schloss Münchweiler nach Weierweiler, ungefähr 300 m nördlich des Schlosses |     | 8   |
| Fotos hochladen | Linde                                      | Wadern Münchweiler 49° 29′ 57,4″ N, 6° 49′ 15,8″ O) | nördlich des Schlosses im Tal, in der Nähe des Baches. Der größte Teil des Baumes brach 2015 ab.       |     | 9   |
| BW              | Alte Esche                                 | Wadern Dagstuhl 49° 31′ 57″ N, 6° 53′ 58,3″ O)      | Abzweigung des Weges von der Straße nach der Dagstühlermühle                                           |     | 10  |
| Fotos hochladen | Weißtanne                                  | Wadern Lockweiler 49° 30′ 59″ N, 6° 54′ 40″ O)      | beim Hubertuskreuz am Hahn bei Lockweiler, gefällt 2020                                                |     | 11  |
| BW              | Vier Linden                                | Wadern Lockweiler 49° 31′ 39,2″ N, 6° 55′ 56,4″ O)  | an der Straße von Krettnich nach Lockweiler bei der Einmündung des Mittelbachweges                     |     | 12  |
| BW              | Fünfstämmige Eiche                         | Wadern Büschfeld 49° 29′ 12,7″ N, 6° 52′ 13″ O)     | 600 m südöstlich von Büschfeld                                                                         |     | 13  |
| BW              | Rosskastanie                               | Wadern Kostenbach 49° 34′ 28,2″ N, 6° 55′ 50,6″ O)  | auf dem Dorfplatz                                                                                      |     | 14  |
| Fotos hochladen | Steiler Felsen mit der Kaisereiche 1870/71 | Wadern Bardenbach 49° 30′ 20,7″ N, 6° 52′ 6,2″ O)   | steiler Felsen am Triescherberg gegenüber der Brücke                                                   |     | 15  |
| Fotos hochladen | Buchstabenfels                             | Wadern Büschfeld 49° 30′ 9,3″ N, 6° 52′ 18,9″ O)    | nordöstlich der Gebäude des Gummiwerkes gelegen, rechts neben der Bahnlinie                            |     | 16  |
| BW              | Alte Eiche                                 | Wadern Büschfeld 49° 28′ 58″ N, 6° 52′ 27,4″ O)     | an der Landstraße von Büschfeld nach Limbach                                                           |     | 17  |
| Fotos hochladen | Linde mit Holzkreuz                        | Wadern 49° 32′ 20,2″ N, 6° 52′ 53,1″ O)             | an der Landstraße Wadern-Weiskirchen an der Einmündung des Friedhofsweges                              |     | 18  |
| Fotos hochladen | Esche mit Holzkreuz                        | Wadern 49° 32′ 15,8″ N, 6° 53′ 7,8″ O)              | Kräwigstraße, gegenüber der protestantischen Kirche                                                    |     | 19  |
| BW              | Alteichengruppe                            | Wadern Steinberg 49° 34′ 30,9″ N, 6° 50′ 7,2″ O)    | Abt. 299 Bremerkopf etwa 1 km nordwestlich Steinberg                                                   |     | 20  |
| Fotos hochladen | Zigeunereiche                              | Wadern Dagstuhl 49° 31′ 22,4″ N, 6° 53′ 40,2″ O)    | am Weg von Dagstuhl nach Buttnich 250 m südwestlich der Primsbrücke bei der Firma Biosaar              |     | 21  |